# Johnny Lind
Johnny Lind, född 1967, är en svensk ekonom och professor i företagsekonomi vid Handelshögskolan i Stockholm.
Johnny Lind professor i företagsekonomi med särskild inriktning mot ekonomistyrning vid Handelshögskolan i Stockholm sedan 2007.